# Dalrympelea
Dalrympelea es un género de plantas pertenecientes a la familia Staphyleaceae.

## Especies
- Dalrympelea domingensis Spreng.
- Dalrympelea nepalensis Royle
- Dalrympelea pomifera Roxb.